# Gonomyia (Leiponeura) rastriformis
Gonomyia (Leiponeura) rastriformis is een tweevleugelige uit de familie steltmuggen (Limoniidae). De soort komt voor in het Neotropisch gebied.